# Tékumel: Empire of the Petal Throne
Tékumel est un univers fantastique  créé par le professeur Muhammad Abd-el-Rahman Barker (M.A.R. Barker). Son développement a commencé durant son enfance dans les années 1940, alors qu'il jouait aux petits soldats avec ses amis, puis s'est étoffé lors de ses études. Cet univers a été publié sous la forme de jeux de rôle, dont Empire of the Petal Throne (1974, 1975, 1987) et Tékumel: Empire of the Petal Throne (2005), et il sert de cadre aux cinq romans écrits par Barker entre 1984 et 2003.
Dans ce monde de fiction, d'énormes empires, rappelant ceux issus des civilisations  de l'Inde, de la Mésoamérique et de l'Égypte antique, s'affrontent pour la suprématie d'un univers étrange et baroque plein de magie, de légions de guerriers fanatiques et d'artéfacts merveilleux et terrifiants.

## Concepts de base
Les évènements se déroulent soixante mille ans après notre ère. La planète a été peuplée par des colons humains, mais aussi des ressortissants d'autres espèces de la Galaxie. Le monde, hostile aux humains,  a été terraformé, et son orbite modifiée pour correspondre à une révolution de 365 jours. L'ancienne faune et flore de la planète et aussi un ancien peuple autochtone ont été repoussés dans quelques zone réduites. Mais une catastrophe d'origine inconnue frappa la planète au 1120e siècle : son système solaire fut enclavé dans une dimension parallèle de poche, un béthorm. 
50 000 ans après cette catastrophe, la civilisation oscille entre des objets très avancés et une société assez simple dans ses structures ; de plus, la magie est très présente sous la forme de la technomancie, une technologie si avancée qu'elle puise dans des forces incompréhensibles.
Le jeu a été conçu en prenant pour base des concepts mythologiques, anthropologiques, biologiques très avancés. L'auteur explique même qu'il ne faut pas forcément essayer de coller à la prononciation exacte des langues fictives du jeu.

## Histoire éditoriale

### Publication
Le premier jeu de rôle, appelé Empire of the Petal Throne, est créé par M.A.R Barker et édité en 1974 à compte d'auteur. En 1975, il est édité sous forme d'une boîte par TSR, Inc., avec un système de jeu révisé et une description de l'univers plus succincte. Il s'agit du second jeu publié par TSR, après Donjons et Dragons. Le système est différent de celui de D&D, même s'il lui est apparenté ; toutefois, par rapport à son prédécesseur, Empire of the Petal Throne met moins l'accent sur le combat tactique et beaucoup plus sur le cadre de campagne (background), ce qui est une réelle innovation pour l'époque. Il semble que l'auteur M. A. R. Barker ait une personnalité forte et ait exigé des droits supplémentaires sur les ventes, compromettant la rentabilité du jeu. Le jeu n'a pas eu de suivi de la part de l'éditeur, mise à part quelques articles dans la revue Dragon Magazine.
En 1977, insatisfait du suivi de la gamme par TSR, Barker décide de s'adresser à d'autres éditeurs. Ce sera successivement : Imperium Publishing (1978), Adventure Games (1981), Gamescience (1983-1984), Tékumel Games (1983-1986), Different Worlds Publications (1987-1988),  Theatre of the Mind Enterprise (TOME, 1991-1994), Tita's House of Games (1997-2002), Zottola Publishing (2002-2003) et Guardians of Order (2005).
Notamment, en 1983 et 1984, l'éditeur Gamescience édite le Tékumel Source Book (TSB), un ouvrage décrivant le monde, sans référence aux règle du jeu.
Le jeu est réédité en 1987 sous le même titre par Different Worlds Publications. Il s'agit de la même version que celle de TSR, mais publié sous forme de livrets séparés :
- Empire of the Petal Throne  : livret de règles ;
- Swords & Glory Vol. 1 : description du monde, en fait la réédition du Tékumel Source Book en plusieurs livrets (book 1 et book 2).

En 1997, l'éditeur Tita's House of Games reprend l'édition de suppléments de contexte pour ce jeu. En particulier, il publie Swords & Glory Vol. 1 book 3, le troisième livret issu du Tékumel Source Book.
En 1992, l'éditeur Theatre of the Mind Enterprise publie un nouveau jeu sur Tékumel, sous le titre Gardásiyal: Adventures on Tékumel.
En 2005, un troisième jeu se déroulant dans le même monde, et appelé Tékumel: Empire of the Petal Throne, est édité par Guardians of Order.
En novembre 2014, un nouveau jeu est sorti, créé par Jeff Dee et portant le nom de Béthorm : The plane of Tékumel RPG.

### Présent
Depuis la mort de Barker en 2012, les droits d'auteur sont gérés par la Tékumel Foundation. La fondation a passé un accord avec le fondeur Eureka pour la création de figurines 28 mm,

## Univers

### Tékumel
Tékumel est la quatrième planète de ν Ophiuchi (alias Sinistra), colonisée et terraformée par les humains et de nombreuses autres espèces à partir du 600e siècle. Son environnement inhospitalier fut amélioré en ajustant son orbite et sa période de rotation, et en exterminant la faune et la flore locales (incluant plusieurs espèces intelligentes indigènes) sauf pour quelques réserves çà et là. Tékumel devint une planète de villégiature, où les riches et puissants de milliers d'autres étoiles passaient le temps au bord de ses mers chaudes.
Au 1120e siècle, un cataclysme survint, projetant Tékumel et le reste du système de ν Ophiuchi (les deux lunes de Tékumel —Gayél et Káshi—, son soleil —Tuléng—, et quatre autres planètes —Ülétl, Riruchél, Shíchel, et Zirúna) hors de notre réalité dans une « dimension de poche » (appelée une béthorm en tsolyáni), sans autres compagnons. La société hautement technologique de Tékumel s'effondra, cela va de soi.
La plupart des écrits de Barker se déroulent environ 50 000 ans plus tard (au 1509e siècle). Cinq vastes civilisations conservatrices occupent une grande portion du continent septentrional.

### Les langues
La langue la plus parlée dans Tékumel est le tsolyáni.

## Publications

### Jeux de rôle officiels
- Empire of the Petal Throne (1975, 1987)
- Gardasiyal: Adventure on Tékumel (1992)
- Tékumel: Empire of the Petal Throne (2005), dont le système est une variante de Tri-Stat dX.
- Béthorm: The Plane of Tékumel (2014), écrit par Jeff Dee et publié par UNIgames.

### Jeux de rôle non-officiels
- Tirikélu (2017), un jeu de rôle gratuit créé par Dave Morris[5].

### Romans
Cinq romans, inédits en français, ont été publiés. Leur ordre de lecture est le suivant:
1. The Man of Gold (1984)
2. Flamesong (1985)
3. Lords of Tsámra (2003)
4. Prince of Skulls (2002)
5. A Death of Kings (2003)